# 임 (성씨)
임(任) 또는 림(林)씨는 중국과 한국의 성씨이다.

## 수풀 림 林
림(林)씨는 2015년 대한민국 통계청 인구조사에서 823,921명으로 조사되어, 한국 성씨 인구 순위 10위이다. 본관은 나주(羅州), 평택(平澤), 부안(扶安), 예천(醴泉), 조양(兆陽), 울진(蔚珍), 은진(恩津), 전주(全州), 진천(鎭川) 보성(寶城) 등 90본이 있다. 인구는 나주 임씨가 289,558명으로 가장 많고, 그 다음으로 평택 임씨 225,872명, 부안 임씨 76,154명, 예천 임씨 66,492명, 조양 임씨 42,844명 순이다. 두음법칙이 적용되지 않은 원래 발음은 림(林)이기 때문에 영문 표기는 "Lim"으로 표기한다. 최초의 인물은 상나라 비간(比干)의 아들인 임견(林堅)이다. 《신찬성씨록》에 임(林)씨는 백제의 대성팔족의 하나인 목(木)씨에서 나온 가문이라고 기록되어 있다.

### 진천 임씨
진천 임씨(鎭川林氏) 시조 임희(林曦)는 고려 혜종의 비(妃)인 의화왕후(義和王后)의 아버지로서 대광(大匡)에 이르렀다.
중시조 임연(林衍)이 몽골을 격퇴한 공으로 대정(隊正)에 임명되었고, 1258년(고려 고종 45년) 최의(崔竩)를 죽인 공으로 위사공신(衛社功臣)에 책록되어 추밀원부사가 되었으며, 참지정사(參知政事)에 추증되었다. 2015년 인구는 2,691명이다.

### 나주 임씨
나주 임씨(羅州 林氏)는 전라남도 나주시를 본관으로 한다. 시조 임비(林庇)가 고려 충렬왕을 원나라까지 호종했던 공으로 1282년(충렬왕 8)에 보좌2등공신(輔佐二等功臣)에 책록되었고, 충청도지휘사(忠淸道指揮使) 대장군(大將軍)에 올랐다. 9세손 임탁(林卓)이 해남감무(海南監務)을 역임한 후 고려가 망하자 금성(錦城) 회진(會津)으로 낙향하여 충절을 지켰다. 나주 임씨는 조선시대 문과 급제자 53명을 배출하였다. 18세손 임담(林潭)이 1651년(효종 2년) 이조판서에 이르렀고, 임담의 현손인 임한호(林漢浩)가 1821년(순조 21년) 우의정에 올랐다. 2015년 인구는 나주 임씨 277,713명, 금성 임씨 6,305명, 회진 임씨 5,540명이다.

### 평택 임씨
평택 임씨(平澤林氏)는 경기도 평택시를 본관으로 하는 성씨이다. 고려 문하시중 임견미(林堅味)의 아버지인 임언수(林彦脩)를 1세조로 하는 계통과 조선 태종조에 형조판서에 오른 임정(林整)의 증조부인 임세춘(林世春)을 1세조로 하는 두 계통이 있다. 평택 임씨는 조선시대 문과급제자 20명을 배출하였다. 2015년 인구는 225,872명이다.

#### 부안 임씨
부안 임씨(扶安 林氏)는 전북특별자치도 부안군을 본관으로 한다. 시조 임계미(林季美)는 고려 현종 대에 금자광록대부(金紫光祿大夫) 평장사(平章事)를 역임하고 평원부원군(平原府院君)에 봉해졌고, 후에 보안백(保安伯)에 봉해졌다. 9대손 임숙(林淑)은 고려시대 순성보절좌리공신(純誠輔絶佐理功臣)와 금자광록대부(金紫光祿大夫)에 올랐고 보안백(保安伯)에 봉해졌고 그를 중시조로 세계를 이어왔다. 부안 임씨는 조선시대 문과 급제자 6명을 배출하였다. 2015년 인구는 76,154명이다.

#### 예천 임씨
예천 임씨(醴泉 林氏)는 경상북도 예천군을 본관으로 한다. 시조 임춘(林椿)은 1170년(고려 의종 24년) 정중부의 난이 일어나자 예천(醴泉)으로 피신하여 곤궁하게 지내며 강좌칠현으로 불렸다. 이인로(李仁老)가 그의 유고(遺藁) 6권을 모아 『서하선생집(西河先生集)』을 편찬하였다. 2015년 인구는 66,492명이다.

#### 조양 임씨 / 보성 임씨
조양 임씨(兆陽 林氏)는 전라남도 보성군 조성면을 본관으로 한다. 시조 임세미(林世味)는 본래 평택임씨(平澤林氏)로서 평성부원군(平城府院君) 임언수(林彦脩)의 넷째 아들이다. 그는 고려 말 광정대부(匡靖大夫) 이부상서(吏部尙書) 등을 역임하고 조양군(兆陽君)에 봉해졌다. 보성 임씨,  전주 임씨 등이 조양 임씨에서 분파되었다. 2015년 인구는 42,844명이다.

#### 울진 임씨
울진 임씨(蔚珍林氏)는 경상북도 울진군을 본관으로 하다. 시조 임우(林祐)는 1214년(고려 고종 원년) 등과하여 은천광록대부 중부상서를 지냈으며, 채읍으로 울진군에 봉해졌다고 한다. 임우의 첫째 아들인 임이직의 후손들은 울진파를 구성하고 있고, 차남인 임상직의 후손들은 고성파를 구성하고 있다. 2015년 인구는 4,996가구 23,782명이다.

### 은진 임씨
은진 임씨(恩津林氏)는 충청남도 논산시 은진면을 본관으로 한다. 시조는 임자미(林自美)로서 고려 숙종 대의 인물이다. 본래 평택 임씨였으나 시진군(市津君)(현재의 충청남도 논산시)에 봉해져 이를 관향으로 삼게 되었다고 한다. 기세조는 고려시대 조청랑(朝請郞), 태상박사(太常博士)를 지낸 임성근이다. 2015년 인구는 11,451명이다.

##### 순창 임씨
순창 임씨(淳昌 林氏)는 전북특별자치도 순창군을 본관으로 한다. 시조 임중연(仲沇)은 고려 충숙왕 때 우상시, 밀직부사, 첨의찬성사가 되어 순창군에 봉해졌으며 왕을 대신하여 동정성(東征省)을 다스렸다고 한다. 2000년 인구는 937명이다.

### 길안 임씨
길안 임씨(吉安林氏)는 경상북도 안동시 길안면을 본관으로 한다. 《고려사》에 의하면 임박(林樸, 1327년 ~ 1376년)이 1360년(공민왕 9) 과거에 급제하고, 홍건적에게 개경이 함락되자 사적(史籍)·예서(禮書) 등을 땅에 묻어 보전했으며, 성균좨주(成均祭酒)와 대사성(大司成) 등을 지냈다.  2015년 인구는 길안 임씨 374명, 안동 임씨 7,431명이다.

## 풍천 임씨
풍천 임씨(豊川任氏)는 황해남도 과일군을 본관으로 하는 한국의 성씨다.
임(任)씨는 2015년 대한민국 통계청 조사에서 191,261명으로 조사되어, 한국 성씨 인구 43위이다. 본관은 풍천(豊川), 장흥(長興) 등이 있다. 두음법칙이 적용되는 림(林)씨와 달리 본래 발음이 임(任)이기 때문에 영문 표기는 "Yim" 또는 "Im"으로 표기한다.

### 장흥 임씨
장흥 임씨(長興 任氏)는 전라남도 장흥군을 본관으로 하는 성씨이다. 고려 예종조에 평장사(平章事)에 오른 임의(任懿)의 아버지 임호(任顥)를 시조로 한다. 임의의 아들 임원후(任元厚)는 고려 인종의 왕비인 공예왕후의 아버지로 고려 의종 때 문하시중을 지냈으며, 정안부원군에 봉해졌다. 조선시대 문과 급제자는 8명을 배출하였다. 2015년 인구는 장흥 임씨 32,198명, 관산 임씨(冠山 任氏) 5,386명이다.

### 풍천 임씨
풍천 임씨(豊川 任氏)는 황해도 풍천군을 관향으로 한다. 시조 임온(任溫)의 6세손 임주(任澍)가 고려 충렬왕 때 어사대부, 감문위대장군(監門衛大將軍)을 역임하였다. 임주의 아들 삼사판사 임자송(任子松)과 민부전서 임자순(任子順)의 두 갈래로 크게 나뉜다. 풍천 임씨는 조선시대 문과 급제자 155명을 배출하였다. 2015년 인구는 143,881명이다.